# Liste der Naturdenkmale in Idar-Oberstein
Die Liste der Naturdenkmale in Idar-Oberstein nennt die im Gemeindegebiet von Idar-Oberstein ausgewiesenen Naturdenkmale (Stand 15. Juli 2013).

## Naturdenkmale
| Nr.         | Bezeichnung   | Lage                       | Beschreibung                | Bild                                    |
| ----------- | ------------- | -------------------------- | --------------------------- | --------------------------------------- |
| ND-7134-457 | Friedenseiche | Tiefenstein, Haselweg Lage | Quercus sp.; 1871 gepflanzt | Direkt Bild zu diesem Denkmal hochladen |